# Auto Expo
Auto Expo — выставка автомобилей и компонентов, проходит в середине января раз в 2 года в Pragati Maidan, Нью-Дели, Индия. Один из самых крупных автосалонов в Азии. Организаторами выставки являются Ассоциация производителей автомобильных компонентов (ACMA), Союз индийских производителей автомобильной промышленности (SIAM) и Конфедерация индийской Промышленности (CII). Первая выставка состоялась в 1986 году.

## 2014
12-й салон прошёл с 7 по 11 февраля 2014 года. Лозунгом автосалона стала фраза «Мобильность для всех» (Mobility for All). В нём приняли участие более 55 фирм из Индии и 14 других стран мира. Мероприятие освещали более 1 800 журналистов и посетили более 5,6 миллионов человек. Среди 44 индийских и 26 мировых премьер можно отметить следующие:
- Audi A3
- BMW i8
- Ford Figo
- Chevrolet Adra[англ.]
- Honda Mobilio
- Hyundai Santa Fe
- Isuzu D-Max
- Jaguar F-type
- Mercedes-Benz GLA
- Renault Kwid
- Tata Zest
- Toyota Etios Cross
- Volkswagen Taigun

## 2008
Девятый по счёту салон занял площадь более 120 000 м². Главная премьера автосалона — Tata Nano, «малютка» стоимостью 2500 долларов. Всего на автосалоне в этом году побывало 1 800 237 посетителей. Auto Expo 2008 стал первой автовыставкой в Индии, которая была аккредитована Международной организацией конструкторов автомобилей (OICA).

## 2006
- Mitsubishi Lancer Cedia
- Skoda Yeti Concept
- Skoda Superb
- Skoda Octavia RS
- Skoda Laura RS
- Honda FCX concept
- Honda CRV
- Honda Civic
- Honda City ZX CVT
- Mahindra Scorpio Hybrid
- Mahindra Bijilee Concept

## 2002
Шестой по счету Auto Expo проходил с 15 по 21 января 2002 года.
- Fiat Palio
- Ashok Leyland
- Honda Scooters
- Hindustan Motors Ambassador facelif
- Hyundai Santro facelift
- Tata Indigo Marina
- Skoda Fabia
- Toyota Qualis facelift
- Toyota Camry
- Hyundai Accent

## 1998
Четвёртый по счету Auto Expo проходил с 15 по 21 января 1998.
- Tata Indica V1
- Daewoo Matiz
- Hyundai Santro
- Fiat Palio
- Skoda Felicia
- Ford Fiesta
- Maruti Zen
- Fiat Uno
- Daewoo Cielo
- Opel Astra
- Ford Escort
- Mitsubishi Lancer
- Honda City
- Tata Safari
- Tata Sierra
- Tata Sumo
- Mahindra Armada
- Mercedes E-Class